# Myrhyrna
Myrhyrna, auch Myrhorn genannt, ist ein 1485 moh. hoher Berg in Norwegen. Er befindet sich in der westnorwegischen Provinz Vestland in der Gemeinde Luster. Dort bildet er einen der westlichen Grenzpunkte des Breheimen-Nationalparks.
Im Osten schließt sich der Gletscher Spørteggbreen an. Im Norden und Süden wird der Berg von den Tälern Geisdalen und Vanndalen umschlossen. Im Westen ragt Myrhyrna bis ins Jostedal hinein.

## Trivia
1822 reiste der dänische Maler Johannes Flintoe durch das Jostedal. 1834 fertigte er eine Gouache-Zeichnung des Myrhyrna mitsamt des Wasserfalls Geisfossen an. Der Titel des Werks lautet Myrhorn i Jostedalen. Diese Zeichnung befindet sich heute im Nationalmuseum für Architektur, Kunst und Design in Oslo. Als Flintoe 1841 für die Wandgestaltung des Fugleværelset im Königlichen Schloss Oslo beauftragt wurde, wählte er verschiedene Naturmotive. Darunter findet sich auch Myrhorn i Jostedalen.

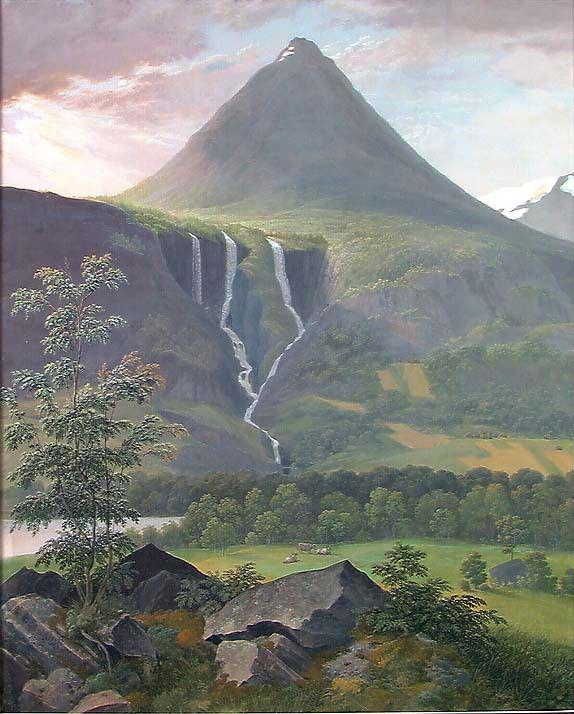
Myrhorn i Jostedalen, Gouache-Zeichnung, 1834
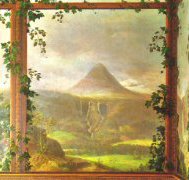
Wandmalerei im Königlichen Schloss Oslo, 1841